# Kasteel de Man

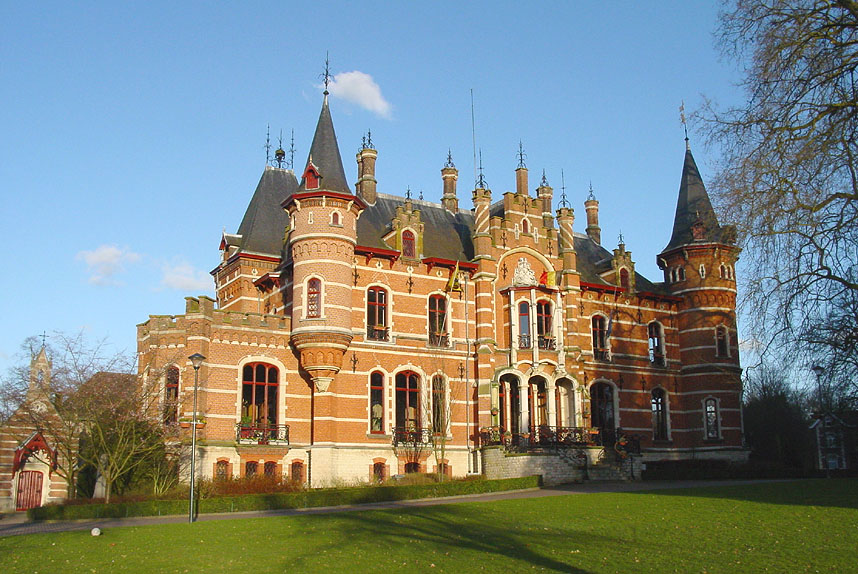
Kasteel de Man

Het Kasteel de Man (ook: Kasteel van Hoeilaart) is een kasteel in de Vlaams-Brabantse plaats Hoeilaart, gelegen aan het Jan van Ruusbroecpark 1.

## Geschiedenis
Aan de basis van dit kasteel ligt de heerlijkheid Ter Heyde die tijdens de Franse Revolutie opging in de gemeente Hoeilaart. In 1823 werden de bezittingen van de voormalige heerlijkheid opgekocht door Jozef de Man die later de titel van baron de Man d'Hobruge verwierf. Deze was twee perioden burgemeester van Hoeilaart. Zijn zoon, Jean de Man d’Attenrode, liet in 1858 het kasteel bouwen, naar ontwerp van Jozef Claes.
In 1919 werd het kasteel aangekocht door de gemeente om voortaan als gemeentehuis te dienen.

## Gebouw
Het betreft een kasteel in neogotische stijl, opgetrokken in baksteen met gebruik van kalkzandsteen voor speklagen en versierende elementen. Torentjes waaronder een erkertoren, kantelen en hoge schoorstenen verhogen de levendigheid van de gevels. Het ingangsrisaliet is sterk versierd en omvat onder meer een erker met zuiltjes.

## Interieur
Het interieur is neogotisch, maar toch heeft elke ruimte een eigen karakter. De eetzaal werd ingericht als raadszaal. Er is een kleine huiskapel op rechthoekige plattegrond, gewijd aan de heilige Marcellina.

## Park
Het voormalig kasteeldomein werd ingericht om het Jan van Ruusbroecpark te vormen. Hierin bevinden zich een aantal beeldhouwwerken.